# Ramon Larruy i Arnal
Ramon Larruy i Arnal (Barcelona, 26 de gener de 1889 - Barcelona, 16 de juny de 1972) fou boxejador i dirigent català, esdevenint un dels pioners de la boxa a Catalunya.

## Trajectòria
Deixeble del púgil nord-americà Tony Berton, fou un dels introductors de la boxa a Catalunya. El 1910 fundà el Barcelona Boxing Club, al carrer Unió, juntament amb Joan Casanova qui en fou primer president, i el 1913 el Club Pugilista, al carrer Aribau, que fou el primer a organitzar vetllades públiques. També fou membre de l'Ateneu Enciclopèdic Popular, on creà la secció de boxa el 1914. Com a boxejador participà en una dotzena de combats com a amateur en la categoria de pes ploma, fins que penjà els guants el 1920. També exercí de preparador (1914-22) i tècnic de boxa al Centre Autonomista de Dependents del Comerç i de la Indústria (1923-26), el Barcelona Boxing Club i el Catalunya AC.
A partir dels els anys vint fundà el Palace Sporting Club (1926) i el Price Sporting Club (1933). A més fou promotor i directiu, participant en la fundació de la Federació Espanyola d'Esports de Defensa (1921), precedent de la Federació Espanyola de Boxa, de la qual fou secretari (1923-24) i obtingué el títol de professor de boxa (1923). Participà en la creació de la Federació Catalana de Boxa (1923) i en fou secretari de la junta directiva (1923-26). Altres càrrecs que ocupà foren el de vicepresident de la Federació Catalana d'Atletisme (1918-22) i el de secretari de la Federació Catalana de Lluita (1939-54).
Fou col·laborador i cronista de boxa en Mundo Deportivo, La Vanguardia i Sports, entre el 1914 i el 1922 i redactor de boxa, entre el 1923 i el 1930, a La Jornada Deportiva i Boxeo.